# 王志安
王志安（ワン・ジーアン、Wang Zhi'an、1968年4月21日 - ）は、中華人民共和国出身のジャーナリスト。愛称は王局。

## 来歴
吉林省長春市九台区生まれ。陝西省で育つ。
1986年、武漢大学分子科学院入学。その後、同大学政治学院に転部し卒業。1996年、北京大学歴史学科に入学し修士号を取得。1998年、CCTV入社。
CCTVではドキュメンタリー報道番組「新聞調査」を手掛け人気を博していた。救急車の腐敗問題を取材したが、放送を許されなかったことに絶望しCCTVを2015年に退社。
2019年6月4日、673万人のフォロワーがいたウェイボーのアカウントが当局により突如閉鎖される。その後は、拠点を日本に移し、2022年5月からはYouTubeで動画を配信している。

## 事件

### 台湾の身体障害者への争議発言
2024年1月、王は選挙の報道の為に台湾に滞在した間、ゲストとして1月22日のトークショー番組『ザ・ナイト・ナイト・ショー・ウィズ・ハロー』（中国語: 賀瓏夜夜秀）を参加した。数日前の民主進歩党の集会の経験によって、王は番組で台湾の選挙について「ショーみたい」で、「体の不自由な人（立法委員候補の陳俊翰）に選挙集会を出させるのは不適切だ」と発言し、陳の動きを揶揄した。翌日、民進党の広報担当者の張志豪はThreadsで王の発言と行為に対して「一人の中国人が台湾の民主について文句を言うなんて」と非難した。陳も「全台湾の身体障害者への謝り」を要求した。反発によって、番組の製作者のサタイア・ネットワークもスポンサー離れを招いた。
1月24日、台湾の内政部は「観光ビザで入国した上で番組に出演したのは規定に違反しているとした」原因で、王のビザを取り消すのに加えて、今後5年間観光目的での入出国を許可しないと発表した。
1月26日、王は謝罪動画を投稿した。この動画で陳俊翰・台湾の身体障害者とハローへの影響の為に謝ったが、最後に民進党も風刺した。